# Vengampudur
Vengampudur es una ciudad y nagar Panchayat situada en el distrito de Erode en el estado de Tamil Nadu (India). Su población es de 7443 habitantes (2011). Se encuentra a 34 km de Erode y a 61 km de Tirupur.

## Demografía
Según el censo de 2011 la población de Vengampudur era de 7443 habitantes, de los cuales 3672 eran hombres y 3771 eran mujeres. Vengampudur tiene una tasa media de alfabetización del 76,20%, inferior a la media estatal del 80,09%: la alfabetización masculina es del 86,07%, y la alfabetización femenina del 66,69%.